# Aeroportul Internațional Presidente Carlos Ibáñez del Campo
Aeroportul Internațional Presidente Carlos Ibáñez del Campo (IATA: PUQ, ICAO: SCCI) este un aeroport din Provincia Magallanes, Regiunea Magallanes și Antartica Chileană, Chile ce deservește zona Punta Arenas. Aeroportul a fost tranzitat în 2022 de 483.909 pasageri.
Situat la o altitudine de 42 m, aeroportul dispune de o singură pistă.